# François Perrier (Maler)

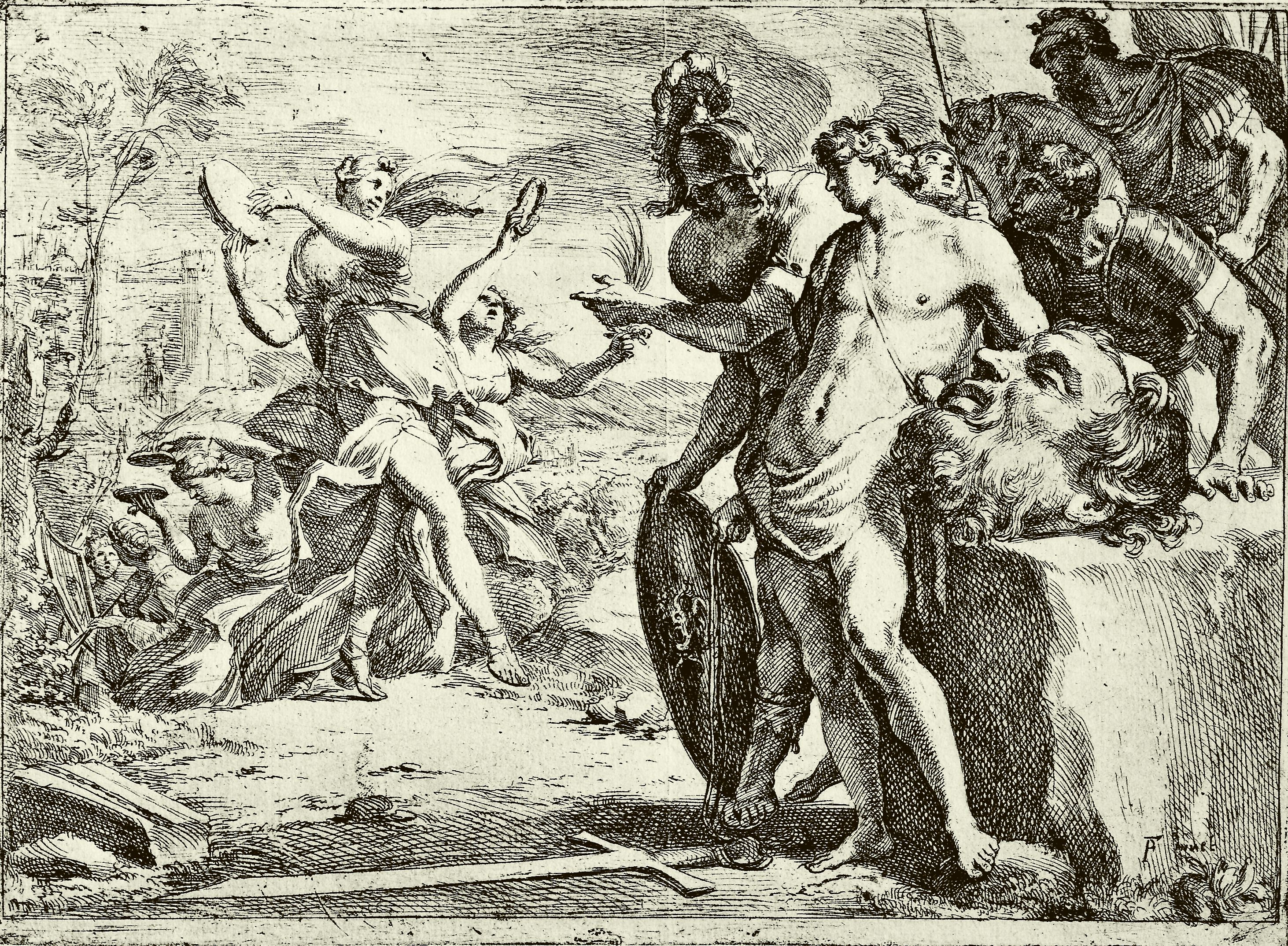
David mit dem Kopfe Goliaths

François Perrier (* um 1590 in Burgund; † 11. Dezember 1649 in Paris) war ein französischer Maler und Kupferstecher.

## Leben
Um 1625 ging er nach Rom um bei Giovanni Lanfranco
zu lernen. 1630 kommt er nach kurzem Aufenthalt in Lyon nach Paris, wo er zusammen mit dem Hofmaler Simon Vouet arbeitet.
Er hat entscheidenden Einfluss auf Charles le Brun, der von 1632 bis 1634 sein Schüler war.
1635 zieht Francois Perrier wieder nach Rom, wo er an den Fresken des Palazzo Peretti-Almagià arbeitet. In Rom erstellt er eine Folge von hundert Kupferstichen nach Vorlage der berühmtesten antiken römischen Bildwerke jener Zeit.
Um 1645 kommt er zurück und arbeitet mit Eustache Le Sueur am Hôtel Lambert.
1648 gründet er mit zwölf anderen Künstlern die Académie royale de peinture et de sculpture. Damit war die Kunst nicht länger Handwerk, sondern eine intellektuelle Disziplin.

## Bedeutung
Die meisten seiner Werke sind heute verschwunden. Seine kunsthistorische Bedeutung verdankt er den erhalten gebliebenen Abbildungen der antiken römischen Kunstwerke. Zudem hatte er als Lehrer von Charles le Brun viel Einfluss auf die französische Malerei.